# Гіпотимія
Гіпотимі́я (від грец. γυπο — під і грец. θυμός — настрій, відчуття) — стійке зниження настрою, яке супроводжується зменшенням інтенсивності емоційної, психічної та (не завжди) рухової активності.
Спостерігається при циклотимії та межових станах. Є однією з ознак депресивного синдрому. Гіпотимія характерна для астенії, також може зустрітися за хронічної шизофренії. Часом гіпотимні стани «зливаються з характером» і сприймаються людьми як звичний для них стан.